# Ayegui
Ayegui (em castelhano) ou Aiegi (em basco) é um município da Espanha na província e comunidade autónoma de Navarra. Tem 9,61 km² de área e em 2021 tinha 2 430 habitantes (densidade: 252,9 hab./km²).

## Demografia
| Variação demográfica do município entre 1991 e 2012 | Variação demográfica do município entre 1991 e 2012 | Variação demográfica do município entre 1991 e 2012 | Variação demográfica do município entre 1991 e 2012 | Variação demográfica do município entre 1991 e 2012 |
| --------------------------------------------------- | --------------------------------------------------- | --------------------------------------------------- | --------------------------------------------------- | --------------------------------------------------- |
| 1991                                                | 1996                                                | 2001                                                | 2004                                                | 2012                                                |
| 745                                                 | 849                                                 | 1072                                                | 1260                                                | 1200                                                |